# Pasărea ogorului

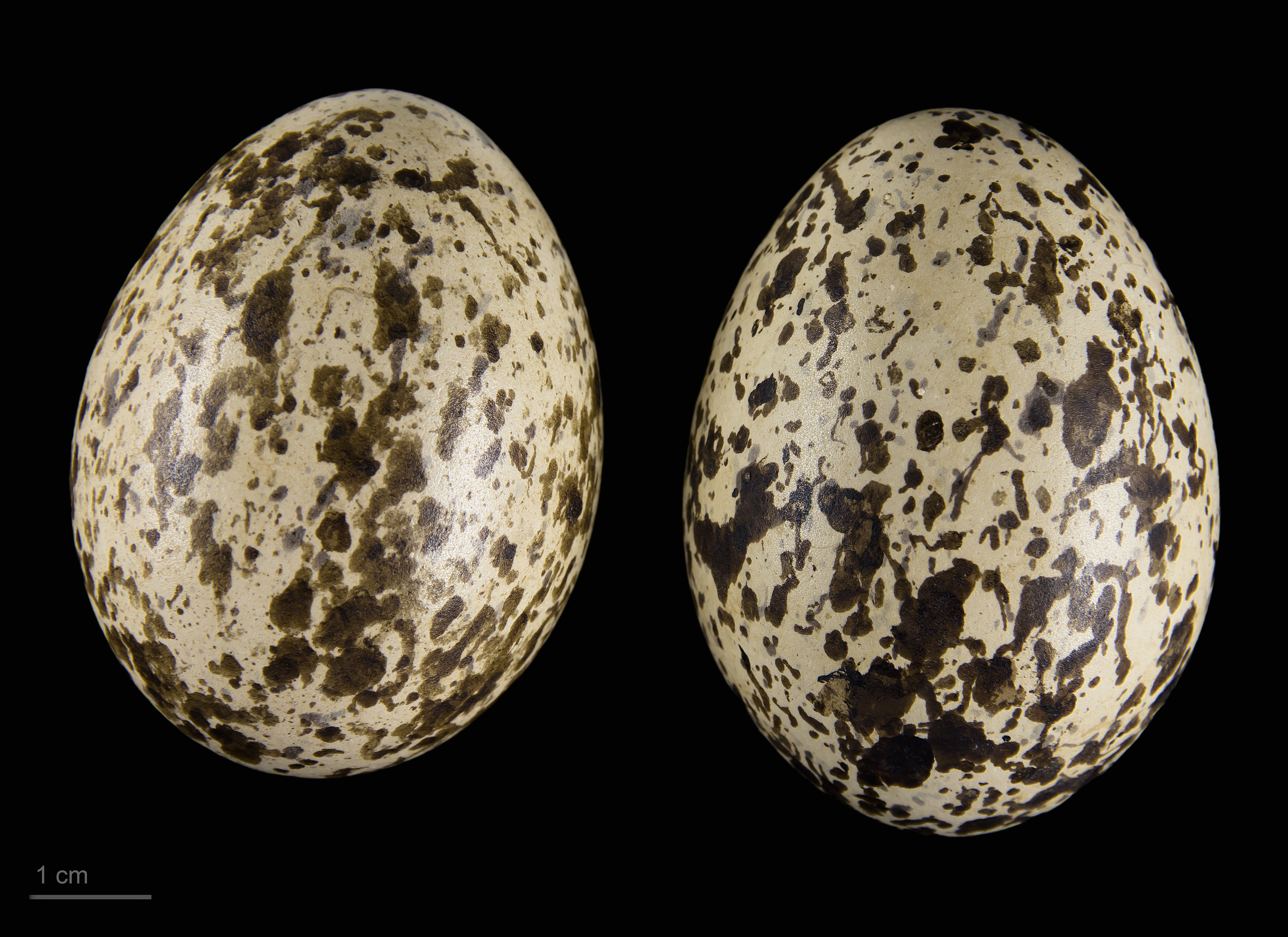
Burhinus oedicnemus oedicnemus - MHNT

Pasărea ogorului (Burhinus oedicnemus) este o pasăre migratoare din familia burhinidelor (Burhinidae), ordinul caradriiformelor (Charadriiformes) răspândită în regiunile nisipoase și pietroase din vestul și estul Europei, sud-vestul Asiei, nordul Africii, cu o talie de 35 cm, spatele cafeniu cu dungulițe întunecate, remigele negricioase, partea inferioară roșiatică, spre abdomen albicioasă, ciocul galben cu vârful brun, picioarele verzi-gălbui. Cuibul și-l face pe pământ, în formă de covată plană. Se hrănește cu nevertebrate (moluște, râme, insecte, larve), rareori cu mici rozătoare, broaște, unele vegetale. Iernează în Africa tropicală și în sudul Peninsulei Arabice. În România cuibărește în regiunile aride din Dobrogea, grindurile nisipoase din Delta Dunării și în unele zone din sudul țării; pleacă în sezonul rece.